# Лев Гинзбург
Лев Владимирович Гинзбург (24 октомври 1921 г., Москва – 17 септември 1980 г., пак там) е руски съветски преводач и публицист.

## Биография
Роден на 24 октомври 1921 г. в Москва в семейство на адвокат, той учи в литературното студио на Дома на пионерите под ръководството на Михаил Светлов. През 1939 г. постъпва в Московския институт по философия, литература и история, но през септември същата година е призован в армията. Служи шест години и половина на Далекоизточния фронт. Публикува стихотворения в армейски и фронтови вестници.
През 1950 г. завършва Филологическия факултет на Московския държавен университет. Публикува първата си книга с преводи (от арменски) през 1952 г. По-късно работи предимно върху преводи от немски. Автор е на класически преводи на немски народни песни и балади, поезия на скитащи творци и поети от 17 век. Сред авторите, които превежда, е по-специално Карл Маркс. Гинзбург превежда негови младежки стихотворения, които са включени в съветските събрани съчинения на Маркс и Енгелс. [ 3 ]
Той превежда стихове от „Кармина Бурана“ от латински. Неговият свободен превод на стихотворението „Hospita in Gallia“ от сборника „Кармина Бурана“, публикуван първоначално под заглавието „Сбогом на Швабия“, се превръща в популярна песен с иниципит „От френската страна...“ (музика от Давид Тухманов). [ 4 ] .
Той е написал и няколко книги с антифашистка журналистика, в които описва многобройните си пътувания до ГДР и ФРГ. Книгата с мемоари „Само сърцето ми беше разбито...“ е публикувана след смъртта на автора, която настъпва на 17 септември 1980 г.
Той е председател на секцията на преводачите в Московския клон на Съюза на писателите на СССР.